# Opekotinska bolest
Opekotinska bolest nastaje nakon termičke povrede kao posledica zahvatanja velike površine tela opekotinama. Bolest primarno karakteriše masivni gubitak tečnost preko velikih površina, na koji se nadovezuju: intenzivan bol, otpuštanje velikih broja toksičnih supstansci iz nekrotičnog tkiva, i često prateća infekcija.

## Opšta razmatranja
Krroz istoriju mnogi su smatrali da je opeklina lokalna reakcija koja zahteva operativno lečenje.  Iako je veći broj lekara pre više vekova ukazo na činjenicu da je opekotina ozbiljna bolest i da njen ishod često određuje ne toliko lokalne, koliko opšte promena koje se događaju u telu opečenog.
Početkom 20. veka nastao je  izraz „opekotinska bolest“, kod koje su do danas, zahvaljujući istraživanjima uglavnom sovjetskih naučnika, promene u unutrašnjim organanim, kod ove bolesti prilično dobro izučene. 
Važno je imati na umu da se opekotinska bolest ne pojavljuju slučajno kao i da se ona ne razvija samo u određenom toku opekotine, i zato se svaka faza opeklinske bolesti karakteriše dobro definisanim  funkcionalnim i morfoloških promena unutar organa i fizioloških sistema u telu. 
Opekotinska bolest  se u načelu, razvija u slučaju ako opekotinska lezija (kod I stepana opeklina) pokriva više od polovine površine tela, a sa opeklinama III stepena - ako je pogođeno više od 10%, ili kod opekotina  IV - više od 5% površine tela. Duboke opekline sa preko 20% opečene površine tela obično su nespojiva sa životom, jer u kratkom vremenskom periodu dovode do nepovratnih promene u unutaršnjosti organizma. 

## Etiologija
Opekotinom izazvane bolest označava skup znakova i simptoma koji se javljaju kao odgovora organizma na toplotnu povredu. Ovo stanje nastaje;
- Ako je površna tela zahvaćena opekotinom, kod odraslih veća od 30%
- Kod dubokih opekotina (III i IV stepena), ako je površna tela zahvaćena opekotinom veća od 10% u odraslih i 5% u dece
- Kod hroničnih bolesnika (sa oportunističkom infekcijom) bolest se može razviti kod dubokih opekotina, i ako je površna tela zahvaćena opekotinom oko 3%.

## Patogeneza
Mada se opekotine tretiraju kao lokalna oštećenja tkiva, u nekim slučajevima, a posebno ako je povredom zahvaćena velika površina tela i veća dubina termički oštećenih tkiva , opekotine su praćene teškim opštim stanjem organizma koje prelazi u opekotinsku bolest. 
Opšti poremećaji u oranganizmu opečene osobe redovno se javljaju u bilo kojoj starosnoj dobi sa različitim stepenom tkivnih oštećenja, ali za razliku od odraslih, deca imaju veću sklonost ka nastanku opštih poremećaja, zbog procentualno većeg sadržaja vode u njihovom organizmu. Opšti poremećaji koji u organizmu opečene osobe nastaju posle opsežnih opekotina karakterišu se znacima i simptomima opekotinske bolesti, među kojima posebno mesto zauzima hipovolemijski šok, koji nastaje kao posledica enermnog kubitka volumena tečnosti u organizmu. 
Zato u patogenezi opekotinske bolesti ključno mesto zauzima izlazak plazme (tečnosti i proteina) iz krvnih sudova i njeno nakupljanje u intersticijalnom tkivu, a kasnije i formiranim mehurićima (bulama) ispunjenim tečnim sadržajem. Tečnost i belančevine plazme napuštaju cirkulacioni sistem usled direktnog dejstva toplote na zid kapilara i oslobađanja vazoaktivnih supstanci (koje izazivaju vazodilataciju i povećavaju vaskularnu propustljivosti kapilara).
Takođe i brojni mediajtori i citokini oslobođeni u opečenom tkivu utiču na nakupljanje tečnosti i nastanku otoka (edema). Tu pre svega spadaju;
- Histamin (u eksperimentalnom modelu na životinjama je pokazano da blokada tipa 1 histaminskih receptora može da smanji stvaranje edema),
- Serotonin (eksperimentalno je pokazano da inhibitor serotonina može da popravi srčani volumen)
- Prostaglandini (koji izazivaju vazodilataciju i povećan protok krvi i potpomažu izlazak tečnosti iz mikrocirkulacije ), dok uloga
- Bradikinin čija uloga u nastanku opekotinskog edema nije pouzdano utvrđena (inhibitori proteolitičkih enzima smanjuju stvaranje kinina , ali ne i formiranje edema u opečenom tkivu) .

Nekoliko minut posle dejstva termičkog faktora iz tkiva se oslobađa histamin, a potom i druge supstance sa vazodilatatornim dejstvom: tromboksani, leukotrijeni , supstanca P i PAF. Sve ovo dovodi do aktivacije ćelija imunskog sistema koji oslobađa citokine: IL-1,IL-6 i IL-8, zatim reaktivne oblike kiseonika, produkte aktivacije sistema komplementa i lizozomske enzimi leukocita. Obrazovanju otoka doprinosi i oslobađanje osmotski aktivnih materija iz oštećenih ćelija i povećanje hidrostatskog pritiska u mikrocirkulaciji (zbog uvećanog obima filtracije tečnosti u kapilarima). Plazmoreja je najintezivnija u prvih 8-12 časova (kada se iz krvnih sudova izgubi oko 50% od ukupnog gubitka plazme tokom prvog dana). Nakon 24-48 časova prestaje gubitak plazme iz mikrocirkulacije (što nastaje kao posledica oporavka mikrocirkulacije i smanjenjenja propustljivosti kapilara i/ili zato što u oštećenim kapilarima nastaje  tromboza.
Težina opekotina, koja je od primarnog značaja za razvoj opekotinske bolesti, pre svega zavisi od više faktora: vrste toplotnog izvora, visine temperature, dužine njenog toplotnog dejstva, kao i od specifičnih karakteristika (otpornosti) tkiva koja su izložena dejstvu toplote (sadržaja vode u tkivu, debljine kože, rasporeda folikula dlake i znojnih žlezda).
Na tok i ishod opekotinske bolesti, pored hipovolemijskog šoka, izuzetno važan uticaj imaju i: 
Promene u funkciji endokrinog sistema
Nakon obimnih opekotina organizam stresno reaguje. Tako nastala stresna reakcija u organizmu pokreće čitav niz drugih odbrambenih reakcija, koje posledično dovode do povećavanja sekrecija brojnih hormona (sa ciljem da se suprotstave dejstvu stresora i pomognu u vraćanjuorganizma u normalno stanje). Hipofiza pod uticajem opekotinskog stresa pojačano oslobađa adrenokortikotropni hormon (ACTH), koji stimuliše sekreciju glikokortikoida. Pored toga, pojačana je i sekrecija hormona rasta i antidiuretskog hormona (ADH) iz hipofize.
Bubrežni poremećaji
Hipovolemija i šok u opekotinskoj bolesti praćeni su poremećajima funkcije bubrega (sa nastankom bubrežne insuficijencije). Akutna bubrežna insuficijencija, koja se manifestuje potpunim prestankom lučenja mokraće (anurijom) nastaje u početnoj fazi šoka, usled hipovolemije, kod veoma teških opekotina.
Promene u metabolizmu organskih materija
Jedna od glavnih karakteristika opekotinske bolesti je nastanak hipermetaboličnog stanja. Naime u fazi katabolizma, koji se razvija kao odgovor organizma na dejstvo termičkog faktora, ubrzavaju se metabolički procesi. Njihov intenzitet je 2-3 puta veći od normalnog. Usled pojačanog katabolizma belančevina nastaje negativni bilans azota. Istovremeno se javlja razgradnja glikoze, smanjena sinteza glikogena i neosetjivost (rezistencija) na insulin.
Gubitkom belančevina u opečenom području i pojačanom razgradnjom belančevina u okviru kataboličke reakcije na dejstvo stresora, nastaje hipoproteinemija sa gubitkom na telesnoj  težini. Gubitak telesne težine od 10 do 15%,  za organizam je podnošljiv, ali ne i gubitak od 40% , koji uzrokuje smrtni ishod.
Mogućnost nastanka infekcije
Opečena površina uništava odbranbenu barijaeru u tkivu. Tako nastaju uslovi za prodor i razmnožavanje u opečenom tkivu, bakterija, koje se šire u okolno zdravo tkivo i prodiru u krvotok (što dooovodi do septikemije) i poremećaja opšteg stanja (sepsa). 
Sepsa je veoma ozbiljna komplikacija opekotina i pored velikog broja antibiotika, ona je neposredni uzrok smrti kod više od 50% opekotina koje su okončane smrću. Što je površina opekotina veća, to je nastanak sepse kao komplikacije češći, posebno kod opekotina koje zahvataju više od 20% površine tela.
Opšta intoksikacija organizma
Do insuficijencije bubrega može dođi i zbog intoksikacije (koja se manifestje uremijom). Ona nastaje nešto kasnije, ili pri kraju faze šoka, usled povećanog opterećanja bubrega produktima razgradnje belančevina ili masivne hemoglobinurije (nastale kao posledica pojačane razgradnje termički oštećenih eritrocita), kada je koncentracija hemoglobina u plazmi 1,2 g/l.
Ako se posmatra funkcija pojedinih organskih sistema u toku opekotinske bolesti, uočava se karakteristična dvofazna reakcija; koja se na početku bolesti karakteriše smanjnjenjm poremećaja, a na kraju toka bolesti povećavajem funkcije mnogih organa. Izuzetak u ovoj bolesti čine nevni sistem i imunski sistem, za koje je tipičan obrnut redosled poremećaja: u početku nastaje hiperfunkcija, a kasnije hipofunkcija nervnog i imunskog sistema.

## Faze u razvoju bolesti
Faze u razvoju opekotinske bolesti su:
Prva faza (faza šoka)
Bolest započinje fazom šoka i najčešće se odvija po tipu hipovolemijskog šoka. U ovoj fazi bitno je što pre (unutar prvih 8 časova) nadoknaditi ogromne količine tečnosti. Pravovremena i pravilno sprovedena rehidratacija pacijenta u prvoj fazi može sprečiti ili ublažiti drugu fazu bolesti.
Druga faza (faza toksemije)
Druga faza po nekim autorima nosi naziv faya toksemije (Višnjiću et al) a po drugima faza bubrežne insuficijencije. Iako je u ovoj fazi najizraženija manifestacija pojava hipovolemijskog šoka kao posledica prerenalne akutne bubrežne insuficijencije (ABI), ona se ipak najčešće komplikuje infekcijom ali i toksemijom koja nastaje kao posledica destrukcije opečenog tkiva. U ovoj fazi kod opečenog se javlja pad pritiska, bledilo kože i sluzokože, otsustvo mokrenja i poremećaj stanja svesti.
Treća faza (faza infekcije)
U ovoj fazi glavni znak bolesti je infekcija. Ova faza je najčešće udružena sa prethodnom fazom pa ih je teško razlikovati. Kriterijumi za SIRS su ovde nepouzdani jer su često ispunjeni od početka bolesti.
Četvrta faza (faza oporavka)
Faza oporavka je poslednja faza, kojom se završava opekotinska bolest ukoliko opečeni preživi prethodne tri faze.

## Tarapija
Lečenje opekotinske bolesti ima nekoliko faza:
Prebolnička (prehospitalna) faza
Ova faza obuhvata sve procedure koje se sprovode u toku evakuacije pacijenta do urgentne službe ili centra za opekotine. Najvažnije terapijske procedure u ovoj fazi su: uspostavlja venskog puta, početna nadoknada volumena, analgezija, procena stanja pacijenta, kontrola disajnog puta i sprečavanje daljih oštećenja.
Na osnovu pregled pacijenta u ovoj fazi treba ustanoviti grubu procenu površine zahvaćene i stepen opekotina. Pregled usne duplje ždrela i nosa obavezno se radi, kako bi se utvrdilo prisustvo opekotina ili gara u njima što može biti indikacija za što hitnije održavanje disajnog puta endotrahealnim tubusom ili krikotireotomijom.
Na neopečenim udovima tj. na neopečenim regionima, u ovoj fazi, odmah se plasira intravenski kateter i obezbeđuje vensku put za nadoknadu volumena tečnosti. CVK se retko postavlja prehospitalno a alternativa intravenskom putu je intraosealni put. Kroz plasirane puteve dmah se započinje sa davanjem kristaloida i to ringer laktata (eventualno izotonog fiziološkog rastvora).
Lek izbora za ublažavanje bolova je morfin intravenski (evetualno u mišić ili pod kožu). Neki hirurzi savetuju sipanje sterilnog fiziološkog rastvora preko opečenog da bi se eventualni dalji izvori toplote ohladio i ugasio (žar).
Bolnička (hospitalna) faza
Bolnička faza lečenja počinje od momwenta prijema opečenog u urgentnu službu gde se plasira intravenski i centralni venski put (ako u prethodnoj fazi nije postavljen) i vrši se klinička procena opšteg stanja bolesnika.
U ovoj fazi obavezno se vrši pregled disajnih puteva i ako se utvrdi postoje opekotine ili gara isti se moraju invazivno obezbediti. 
Preko centralnog venskog puta moguće je vršiti kako nadoknadu volumena tako i merenje centralnog venskog pritiska ( CVP). 
U hospitalnoj fazi obavezno se postavlja i urinarni kateter kao i nosnoželudačni tubus (koji je veoma bitan zbog prevencije dilatacije želuca i rane ishrane koja povećava preživljavanje).
Nadoknada volumena nedostajuće tečnosti u organizmu se nastavlja a njena količina se izračunava po Parkland ili Modifikovanoj Brooke formuli. Evansova formula uzima u obzir i davanje koloida koji su kontraindikovani u prvih 24 časova (posle staka 24 časa mnogi centri za opekotina daju albumin). 
Ako postoji potreba za esharotomijom grudnog koša npr. kod restrikcije disanja, se vrši na sledeći način: 
| „ | Obostrano se pravi rez u prednjoj aksilarnoj liniji 2cm ispod aksile do 9-og ili 10-og rebra a onda se donji krajevi obe strane spoje poprečnim rezom. Rez treba da bude do zdravog tkiva, kroz celu dubinu kože. | ” |

Primarno zbrinut disajni put (ETI) se mora proceniti na osnovu krivulja pritisaka na mehaničkom ventilatoru (veliki otpor pritiska) i na osnovu bronhoskopiranja kroz tubus. 
Krikotireotomija ili traheotomija može biti alternativa ETI ukoliko ETI ne može održati adekvatnu ventilaciju. Prema dosadašnjim saznanjima ventilaciju za početak treba početi visokim FiO2 a kasnije smanjenjem FiO2, kako bi respiratorni volumen bio niži. Neke studije ukazuju na poboljšavanje preživljavanja nakon upotrebe visoko-frekventne ventilacije.
Bolesniku sa opekotinskom bolešću obavezno se daje antitetanusna zaštita u obliku vakcine (0,5 ml) i imunoglobulina 250 IU (a sve prema najnovijeim epidemiološkim preporukama). 
Antibiotici se daju prema vrsti i obimu onfekcije.
Lake opekotine se mogu lečiti u jedinicama urgentne nege (hitna pomoć, hitna hirurška ambulanta) dok se teške opekotine povređeni moraju lečiti u specijalizovanim centrima za opekotina.
Manje opečene površine se na osnovu odluke hirurga obično leče ekscizijom i previjanjima vazelinskim gazama sa lokalnom upotrebom sulfa preparata ili konzervativno bez ekscizija. Veće opekotine se leče hirurški i to na osnovu procena tima za opekotine.

## Komplikacije
| Opečena površina | Smrtnost |
| ---------------- | -------- |
| <10%             | 0.6%     |
| 10–20%           | 2.9%     |
| 20–30%           | 8.6%     |
| 30–40%           | 16%      |
| 40–50%           | 25%      |
| 50–60%           | 37%      |
| 60–70%           | 43%      |
| 70–80%           | 57%      |
| 80–90%           | 73%      |
| >90%             | 85%      |
| Inhalacione      | 23%      |

 Gubitak tečnosti 
Nakon velikih opekotina iz povređenog tkiva oslobadaju se kateholamini i nastaje relativna hipovolemija (smanjenje volumena tečnosti u organizmu), što dovodi do porasta otpora u perifernoj cirkulaciji koji utiče na ubrzani rad srca. U otprilike 24 časa nakon opekotine bolesnik mora primiti dovoljnu količinu tečnosti (infuzijom) kako bi se normalizovao rad srca, ispunile potrebe uvećanog metabolizma, i sprečila pojava hipovolemijskog šoka, koji je propratna pojava kod opekotina.
Infekcija
Jedna od glavnih komplikacija opekotina je infekcija. Barijeru kože zamjenjuje demarkacioni sloj između zdravog i oštećenog tkiva, koji karakteriše pojačana vlažnost, velika količina belančevina i okruženje bez cirkulacije što pogoduje rastu mikroba. Migracija odbrambenih ćelija u područje povrede je ometeno, a produkcija toksina sprečava imunski odgovor organizma. Narušena cirkulacija ometa i dejstvo antibiotika. Na pojavu infekcije i njen itenzitet utiču sledeći faktori: površina opekotine (> 30%), starost, akutne i hronične bolesti i druga stanja u organizmu opečenog (šećerna bolest, viremija, tumori, rezistencija na antibiotike itd).
Tetanus.
Opekotine su sklone pojavi tetanusu. Revakcinacija protiv tetanusa je obavezna, ako opečeni nije vakcinisan u posljednjih 5 godina. 
Prekid cirkulacije
Opekotine udova, zavisno od lokalizacije, dovode do jakog otoka koji ozbiljno remeti cirkulaciju u zahvaćenom području i često zahteva hitnu hiruršku intervenciju.
Akutna nekroza bubrega
Nekroza bubrega jedna je od tezih komplikacija opekotina, koja nastaje zbog začepljenja bubrežnih kanala taloženjem oslobođenog mioglobina i hemoglobina iz toplotom oštećenih mišića i crvenih krvnih zrnaca.

## Literatura
- Demling HR.: Burn Edema: Pathophysiology and Treatment Surg. Round, 1993.2.
- Moncrief J.: Replaccement Therapy in: Burus Ateamapproach. Phyladelphia Saundes Co, 1989, pp 169192.3.
- Nicosiaj E. 9 Petro J.: Hospitalisation of burned1992, pp 1533.4.
- Pruitt BJ.: The burn pateint J Inital care. Curr, Probi.Surg. 16:4, 1989.5.
- Shoewaker W. 9 Circulatory mechanismus of shock andtheir mediators, Critical Care Med. Vol. 15 N8, 787794, 1987.5.
- Jokić N., Božinović D., Hadžić Ž.: Reanimacija opekotinskog šoka. Jugoslovenski sastanak plastičnih hirurga,Beograd, 1986.7.
- Moe Lean D. L.: Shock, British Medical Bulletin, vol.44, N2, 437452, 1989.

## Spoljašnje veze
- „Notfallbeispiel Verbrennung”. Архивирано из оригинала 22. 10. 2012. г. Opekotine u saobraćaju
- „Verbrennungen, Verbrühungen”. Архивирано из оригинала 19. 11. 2010. г. Opekotine i oparotine dece
- „Website for St Andrew's Centre, Chelmsford, Essex :the largest Burns Unit in England”. Архивирано из оригинала 29. 04. 2014. г.
- „American Burn Association”. Архивирано из оригинала 21. 02. 2009. г.
- „VMA Beograd, Klinika za opekotine”. Архивирано из оригинала 14. 11. 2011. г.

|  | Molimo Vas, obratite pažnju na važno upozorenje u vezi sa temama iz oblasti medicine (zdravlja). |